# William Nathaniel Massey
Pour les articles homonymes, voir William Massey (homonymie) et Massey.
William Nathaniel Massey (3 juin 1809 - 25 octobre 1881) est un avocat britannique, auteur et député libéral.

## Jeunesse
Massey étudie le droit, à Inner Temple en novembre 1826, et est admis au barreau en janvier 1844. Massey pratique sur le circuit de l'Ouest et en 1852 est nommé enregistreur de Portsmouth et en 1855 de Plymouth.

## Carrière
Il entre pour la première fois à la Chambre des communes en juillet 1852 en tant que député libéral de Newport, île de Wight. En avril 1857, il devient député de Salford. En août 1855, il est nommé sous-secrétaire d'État au ministère de l'Intérieur pendant le premier ministère de Lord Palmerston. Il occupe ce poste jusqu'en mars 1858, lorsque les conservateurs sont arrivés au pouvoir, et Lord Derby forme son deuxième gouvernement. Il continue à représenter Salford aux Communes jusqu'en 1865 et est nommé président des comités pléniers. Il achète l'ancien domaine en ruine à Old Basing House, Hampshire.
En janvier 1865, Massey quitte le Parlement pour devenir membre du Conseil de l'Inde. Il est nommé au poste de ministre des Finances du Raj britannique et prête serment au Conseil privé. Il prend sa retraite du conseil en 1868 . En tant que membre du club "City Liberal", il se présente la circonscription de Liverpool le 17 novembre 1868. Il est finalement réélu au Parlement en novembre 1872 en tant que député de Tiverton, un siège qu'il occupe jusqu'à sa mort.
En 1869, Massey devient président de la Banque nationale (plus tard membre de la Royal Bank of Scotland), poste qu'il occupa le reste de sa vie . Il est membre du Club Athenaeum; et président de l'hôpital de St John pour les maladies de la peau. Il est décédé à son domicile de Londres, 96 Portland Place, en octobre 1881.

## Travaux
L'œuvre principale de Massey est A History of England under George III, publiée en quatre volumes entre 1855 et 1863 par JW Parker & Son. Il est inachevé et s'inspire des recherches d' Edward Hawke Locker sur George II. Il a également écrit: 
- Le bon sens contre la common law. Londres, Longman, Brown, Green et Longmans, 1850.

## Famille
Il épouse en 1833, Frances Carleton (3 novembre 1806 - 11 juillet 1872), fille de John Orde et Frances Carleton, et ils ont Charles Carleton Massey (23 décembre 1838 - 29 mars 1905), le célèbre écrivain sur le spiritisme, les phénomènes psychiques, le mysticisme et la théosophie.
En 1880, peu de temps avant sa dernière maladie, Massey épouse Helen Henrietta, la plus jeune fille de Patrick Grant, Shérif-greffier d'Inverness.